# Stazione di San Bonifacio
Stazione di San Bonifacio vasútállomás Olaszországban, Veneto régióban, San Bonifacio településen.

## Vasútvonalak
Az állomást az alábbi vasútvonalak érintik:
- Milánó–Velence-vasútvonal

## Kapcsolódó állomások
A vasútállomáshoz az alábbi állomások vannak a legközelebb: 
- Stazione di Lonigo
- Stazione di Caldiero